# Kochi, India
Kochi este un oraș din statul Kerala în India. Orașul este situat în districtul Ernakulam și municipalitatea are o populație de 677.381 (2011). Cu toate acestea, conurbația are o populație de 2.119.724 (2011), ceea ce o face cea mai mare conurbație din Kerala și una dintre zonele urbane cu cea mai rapidă 